# Dollos lov
Dollos lov er en hypotese, som blev fremsat i 1890 af den belgiske palæontolog Louis Dollo (1857-1931). Påstanden er, at evolutionen er irreversibel. Det betyder, at strukturer og funktioner ikke kan genvindes, hvis de én gang er tabt.
Dette hindrer ikke, at organismer kan udvikle tilsvarende funktioner eller organer gennem tilpasning af andre systemer. Et eksempel på dette er havpattedyrenes udvikling af luffer, der har funktioner, som svarer ganske til de tabte finner.

## Eksterne link
- Tvivl om holdbarheden af Dollos lov (engelsk) Arkiveret 8. juni 2004 hos  Wayback Machine

| Naturvidenskab | Spire Denne naturvidenskabsartikel er en spire som bør udbygges. Du er velkommen til at hjælpe Wikipedia ved at udvide den. |